# Le vie della gloria
Le vie della gloria (The Road to Glory) è un film di guerra del 1936, diretto da Howard Hawks.
Terzo capitolo della trilogia dedicata da Hawks alla Grande Guerra, dopo La squadriglia dell'aurora e Rivalità eroica.

## Trama
1916, Fronte occidentale.
La storia della vita in trincea dei soldati di un reggimento francese,  durante la prima guerra mondiale. I protagonisti sono due ufficiali, il tenente Denet e il capitano La Roche, uniti nell'eroismo sul campo di battaglia, ma divisi da una diversa visione della guerra e, soprattutto, dall'amore per una giovane infermiera.